# Eugene (Oregon)
Eugene je univerzitní město ve středním Oregonu v okrese Lane County. Žije zde přibližně 177 tisíc obyvatel. Leží na jihu Willamette Valley 80 kilometrů východně od oregonského pobřeží. Po Portlandu je druhým nejlidnatějším městem ve státě Oregon.
Nachází se zde Oregonská univerzita, Bushnell University a Lane Community College. V roce 2022 se zde konalo 18. mistrovství světa v atletice. Ve svých počátcích ve městě sídlila společnost Nike.

## Partnerská města
- Káthmándú, Nepál
- Irkutsk, Rusko
- Kakegawa, Japonsko
- Čindžu, Jižní Korea